# Гуэмес (Тамаулипас)
Гуэмес (исп. Güémez) — посёлок в Мексике, штат Тамаулипас, административный центр одноимённого муниципалитета. Численность населения, по данным переписи 2010 года, составила 1925 человек.

## Общие сведения
Поселение было основано 1 января 1749 года Хосе Эскандоном, и получило название Güémez в честь 41-го вице-короля Новой Испании Хуана Франсиско де Гуэмеса.

## Достопримечательности
Основной достопримечательностью считается церковь Святого Франциска Ассизского, построенная в XVIII веке.

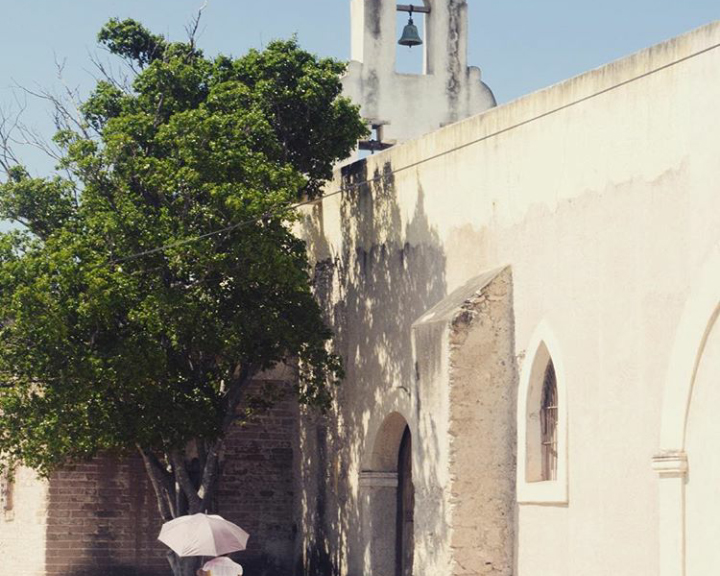
Церковь Святого Франциска